# August Strindberg
Johan August Strindberg (Estocolm, 22 de gener de 1849 - ídem, 14 de maig de 1912) fou un escriptor i dramaturg suec. Considerat com un dels escriptors més importants de Suècia i reconegut en el món, principalment, per les seues obres de teatre; hom el considera el renovador del teatre suec i precursor o antecedent del teatre de la crueltat i del teatre de l'absurd. Va protagonitzar fortes polèmiques ètiques i polítiques. A la seua mort, era reconegut com un ídol nacional, i al seu enterrament van assistir més de 10.000 persones.
La seua carrera literària comença als vint anys i la seua extensa i polifacètica producció ha estat recollida en més de setanta volums que inclouen tots els gèneres literaris. També es va interessar per la fotografia i la pintura, i en una etapa de la seua vida el va obsessionar l'alquímia.
De personalitat esquizofrènica, durant la major part de la seua vida es va sentir assetjat i perseguit. Aquesta peculiaritat va dotar la seua obra d'una especial força i dramatisme.
Sentint-se atacat i perseguit pel moviment feminista, el seu feminisme de joventut prompte es va transformar en misogínia. Strindberg va estar casat amb tres dones (Siri von Essen, Frieda Uhl i Harriet Bosse, en ordre cronològic) i va tenir fills amb totes tres. En tots els casos, l'experiència matrimonial va ser desastrosa.

## Biografia

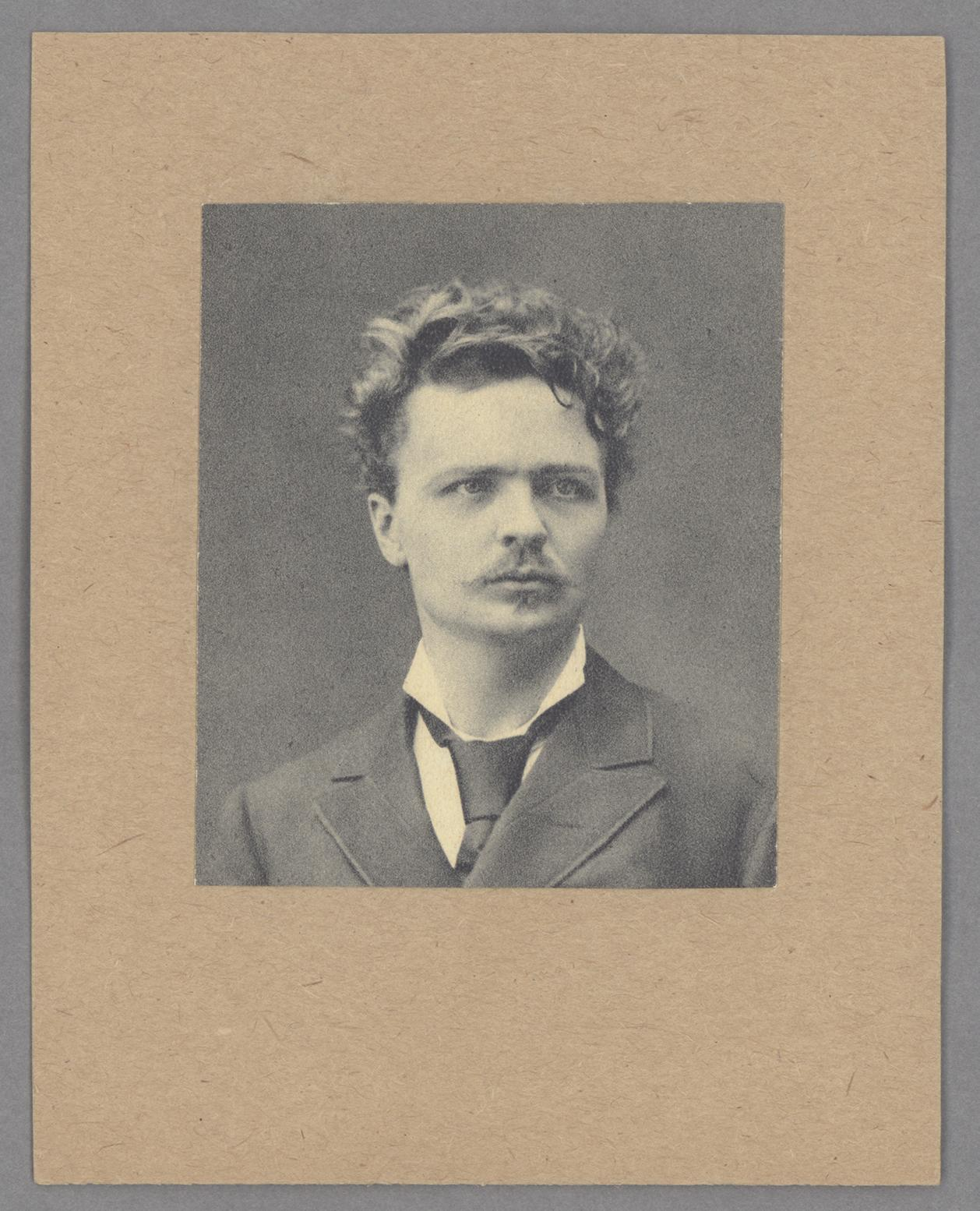
Strindberg, 1881

Fill de Carl Oscar Strindberg, comerciant, i Ulrika Eleanora Norling, la qual, abans de casar-se, havia sigut criada i amant de son pare. La seua infància transcorre en un entorn familiar dissortat. La relació dels seus pares, una relació d'amo-criada, l'autoritarisme d'ell i una extrema religiositat d'ella, marcarien la seua formació. S'educa en un col·legi destinat a l'elit, sentint-se desplaçat en aquell ambient aristocràtic. Tot això farà que en les seues autobiografies descriga la seua infantesa amb tints dramàtics, com malaurada (en els seus relats titulats El fill de l'esclava).
L'any 1867 acaba els estudis de batxillerat i ingressa en la universitat d'Uppsala. Son pare fa fallida i les dificultats econòmiques l'obliguen a compaginar els estudis amb diversos treballs: mestre d'ensenyament primari i donant classes particulars. Comença els estudis de medicina i més tard els de lletres, sense aconseguir acabar cap dels dos. Assisteix a la Reial Escola d'Art Dramàtic d'Estocolm, on recull un nou fracàs, no passant de dolentes interpretacions de diversos papers secundaris.
Coneix diverses ocupacions, treballa com a periodista d'algunes publicacions i a les estretors econòmiques uneix una vida en la bohèmia literària del seu país. Als vint anys, l'any 1870, aconsegueix l'èxit: el Teatre Dramàtic d'Estocolm estrena la seua obra A Roma i el rei li concedeix una beca perquè continue els seus estudis. Comença a ser conegut pels seus treballs com a periodista.
L'any 1875, als vint-i-sis anys, accedeix com a ajudant de bibliotecari a la Biblioteca Nacional d'Estocolm (on «s'han anat estratificant les etapes de l'estupidesa humana, o de la genialitat»: Autodefensa). Amb diverses obres de teatre al calaix, sense poder estrenar-les, considera el nou càrrec un fracàs en què «per a poder avançar en la carrera de bibliotecari i obtenir un bon lloc, hauria d'haver soterrat sis col·legues, tots amb bona salut» (Autodefensa).
En aquest temps intima amb la parella Wrangel. Ell, baró i militar; ella, la que serà la seua primera dona, Siri Von Essen, amb inquietuds teatrals, pertany a una família noble finlandesa. Strindberg i Siri inicien una relació platònica i l'any 1877, després del divorci de la parella Wrangel, es casen.

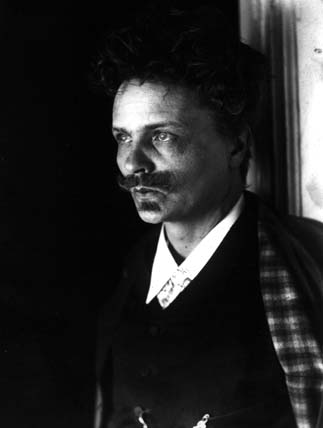
August Strindberg

L'any 1879, amb la publicació de la seua novel·la La cambra vermella, es consagra com a escriptor i se l'adscriu al moviment de renovació suec. El 1882 estrena el seu drama Mestre Olof. Els problemes econòmics i la impossible carrera teatral de Siri provoquen les primeres desavinences en la parella.
L'any 1882 provoca la seua primera gran polèmica. Realitza diversos treballs històrics, també publica la seua novel·la satírica El nou regne. Ataca un reconegut historiador suec i l'estament polític. La reacció que provoca l'obliga a abandonar Suècia. El 1883 inicia junt amb Siri un exili voluntari de sis anys. Sense aconseguir desfer-se de les dificultats econòmiques recorren França, Suïssa, Alemanya i Itàlia.
En 1884 es publica Casats, un dur atac a les relacions matrimonials burgeses. Açò li val el repudi general de la burgesia i un procés emparat per la llei d'Impremta. Guanyarà el procés i en el seu transcurs, en una de les representacions de la seua obra El viatge de Pere l'afortunat, rep el suport de les classes populars. L'acaçament a què es va veure sotmés durant el procés va alimentar la paranoia que sempre l'acompanyaria. Se sent assetjat i perseguit, principalment pel moviment feminista. Publica una segona part de Casats i si la primera part, la comença amb una encertada defensa dels drets de les dones, la segona part es converteix en un pamflet antifeminista. També està vivint una tempestuosa relació amb Siri d'amor i odi, en què l'acusa de trair-lo i ser-li infidel. Siri dubta de la salut mental del seu marit i aquest l'acusa de fer-lo passar per boig per encobrir una relació lèsbica (en Autodefensa descriu en to escabrós la seua relació amb Siri fins a la ruptura). Des d'aquest moment, en els seus textos es traslluirà un sentiment misogin. Quan la seua popularitat està més baixa, escriu i publica Gents d'Hemsö, escrit des de l'exili i ambientat en l'arxipèlag d'Estocolm, un dels textos més aplaudits pel poble suec.
L'any 1888 escriu tres dels seus drames més coneguts: El pare, La senyoreta Júlia i Creditors i una de les seues millors novel·les, El romàntic campaner de Ranö. A la fi de l'any 1888, fracassa en els intents d'obrir el seu propi teatre a la manera d'André Antoine a París, el Teatre Experimental de Copenhaguen (Dinamarca).

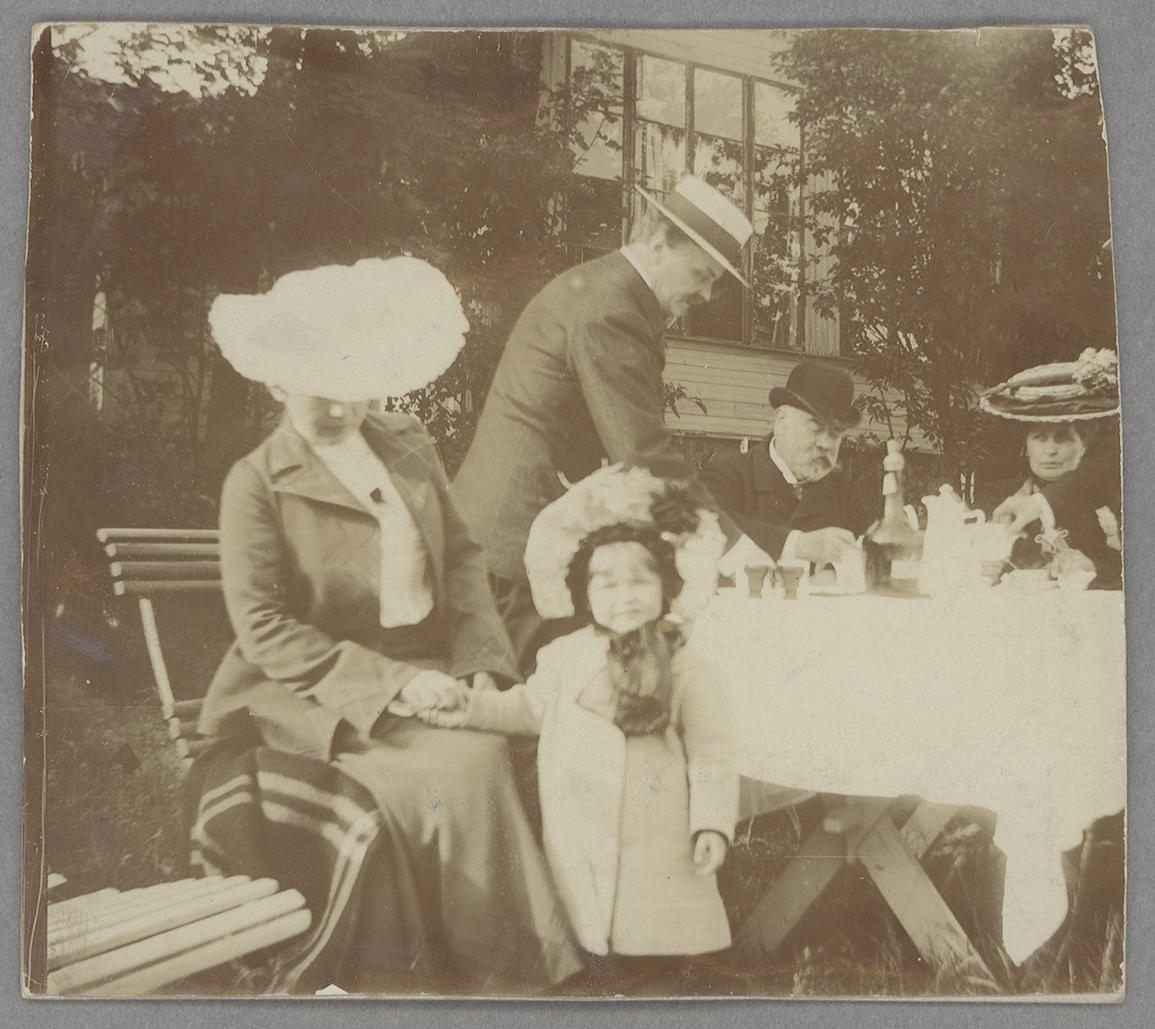
Strindberg, dret, el 1904

El 1891 torna a Suècia i es divorcia de Siri. Després d'una breu estada a Suècia, inicia un nou exili voluntari, aquesta vegada a Berlín, on viu en la bohèmia un període improductiu de diversos anys. Coneix la periodista austríaca Frida Uhl, amb qui es casarà l'any 1893 per viure el seu més breu matrimoni, ja que, encara que no es divorciaran legalment fins al 1897, la parella se separarà passat un any del casament (la seua obra autobiogràfica Infern comença el dia en què Frida Uhl l'abandona definitivament).
A final de 1894 arriba a París, on viurà la seua pitjor crisi. Ell l'anomenarà la crisi de l'infern. Els fracassos matrimonials, la sempre present mania persecutòria, una etapa de soledat i penúria econòmica contribueixen al fet que es refugie en la beguda, les drogues i els estimulants. Quan l'any 1896 li arriba l'èxit amb l'estrena d'El pare i La senyoreta Júlia (estrenada per Antoine en el seu teatre) la seua obsessió és l'ocultisme i l'alquímia. En aquest temps, manté correspondència amb Nietzsche. La seua mania persecutòria el porta a denunciar que en l'hotel on s'hostatja han intentat enverinar-lo i a emprendre una fugida d'hotel en hotel, sempre pensant que organitzacions i persones estan interessades i procuren la seua mort. Viu una etapa de misticisme que també l'acosta al catolicisme.

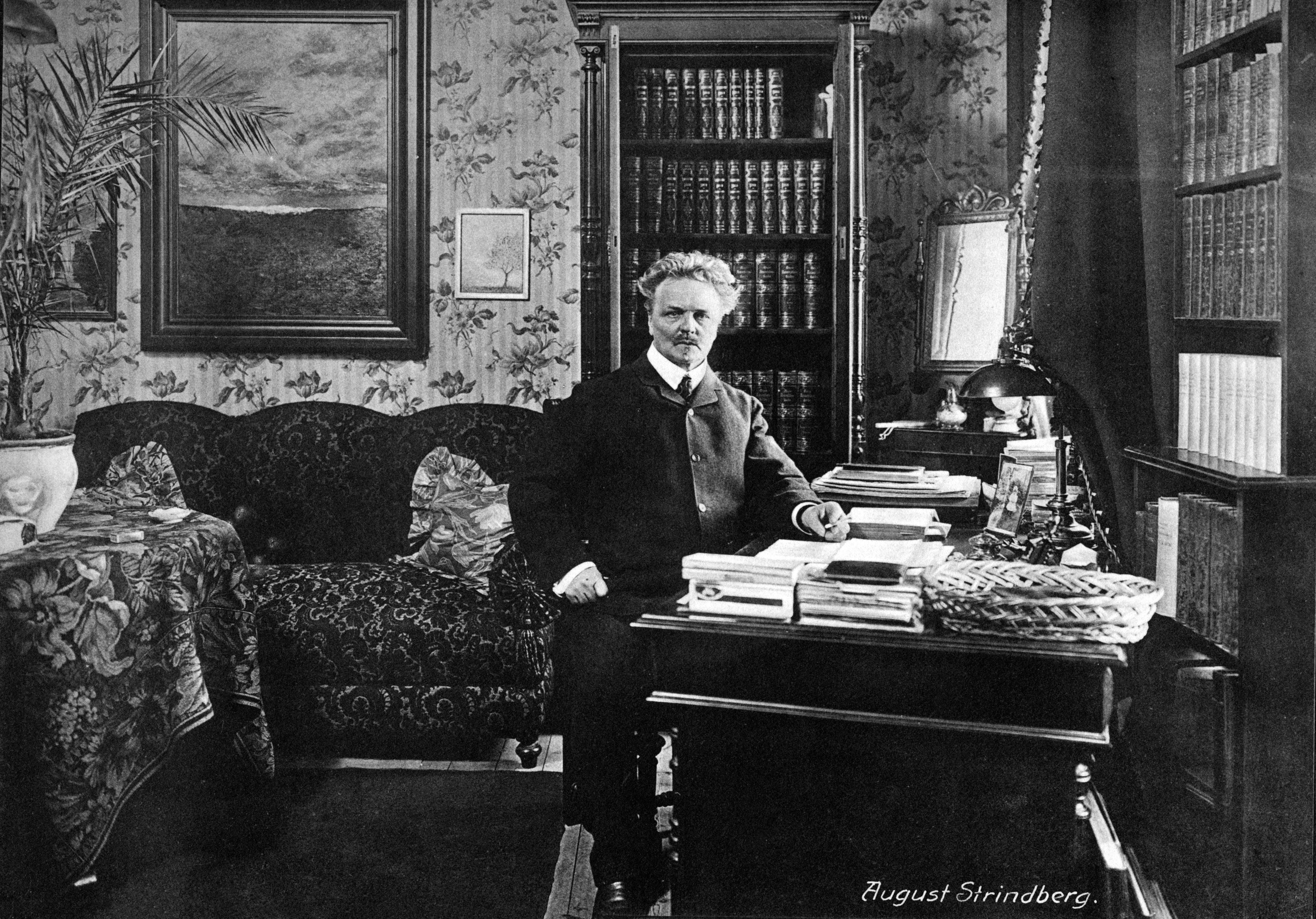
Strindberg, per volts de 1912

El 1899, ja superada la crisi, s'instal·la definitivament a Estocolm i plasma aquesta crisi en la novel·la Infern i en l'obra de teatre Cap a Damasc. És en els assajos d'aquesta última obra on coneix la jove actriu de 23 anys Harriet Bosse, la seua tercera esposa, amb qui viurà una altra tempestuosa relació matrimonial, aquesta vegada de sis anys.
En aquesta etapa de la seua vida desenvolupa una gran activitat creadora, sempre presidida per l'èxit. Escriu teatre, novel·la, assaig, articles periodístics… tots els gèneres literaris. També, per fi, satisfà el seu desig d'obrir el seu propi teatre: Intima Teatern. D'aquesta època són les seues obres La dansa de la mort, Els somnis i La sonata dels espectres, entre les més de vint que escriu en aquests últims anys de la seua vida. El 1910, desencadena la seua última gran polèmica amb la publicació d'un article en què ataca vehementment el rei Carles XII.
El 14 de maig de 1912 mor de càncer. Les classes populars es van donar cita en el seu enterrament, més de 50.000 persones van acompanyar la comitiva. Avui dia, Estocolm té un museu dedicat a Strindberg, on es recull la seua producció literària, pictòrica i fotogràfica.

## Obra literària

### Etapa naturalista

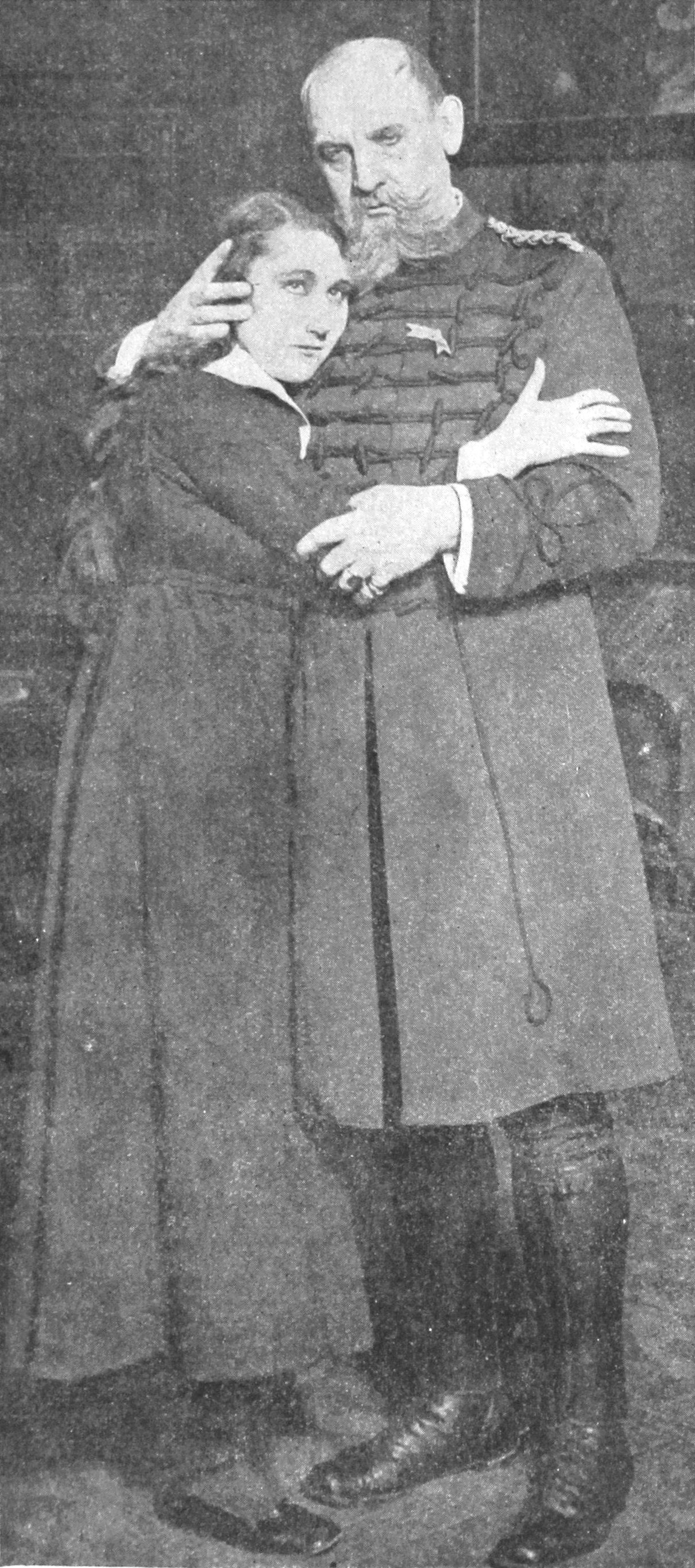
Pare, en una presentació de 1918

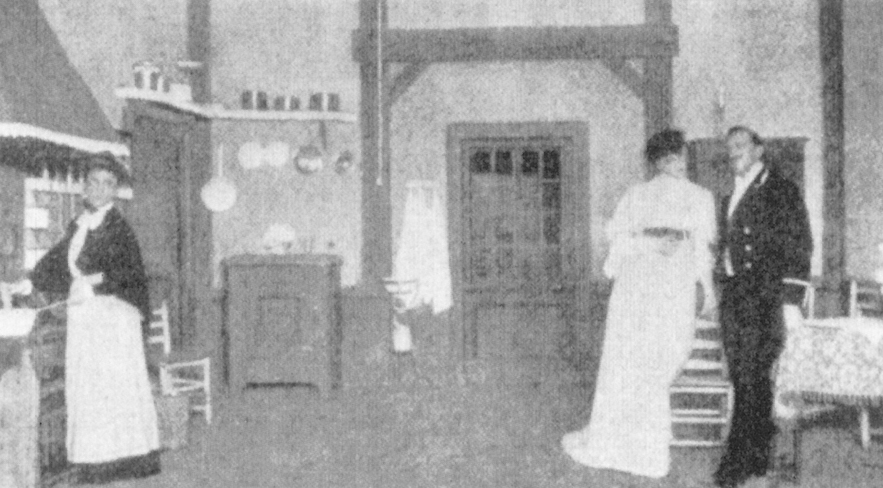
La senyoreta Júlia, 1906

Strindberg compta amb una extensa producció en tots els gèneres literaris, però va aconseguir el reconeixement internacional fonamentalment amb les seues obres de teatre. En una primera etapa naturalista renova el teatre suec. El seu teatre naturalista de la seua primera època, Pare, Deutors i, principalment, La senyoreta Júlia trenquen amb la tradició romàntica del teatre suec. A propòsit dels diàlegs de La senyoreta Júlia, escriurà en el seu pròleg:
| «                   | He trencat amb la tradició de presentar els personatges com a catequistes que, amb preguntes estúpides, provoquen la rèplica brillant. […] Per això he fet que les ments treballen d'una manera irregular, tal com ocorre en la realitat, en què en una conversa mai s'esgota el tema, on un cervell treballa com una roda dentada en què l'altre s'engrana a l'atzar. Per això, el diàleg camina sense rumb. He proveït les primeres escenes d'abundant material que en el desenvolupament s'elabora, es treballa, es repeteix, s'amplia, de manera similar al tema d'una composició musical. | » |
| — August Strindberg | |   |

En aquests tres drames, estan presents els temes que caracteritzen la seua obra: el que ell anomenava la «lluita de cervells», on la violència condueix al «crim psicològic»; la lluita de sexes; la lluita entre allò antic i allò nou i la seua misogínia.
La violència en les seues obres és de tipus psicològic. Dues ments enfrontades, l'una disposada a destruir l'altra, disposada a perpetrar un crim de què mai podran culpar-lo. I si en Creditors és la ment més forta la que acaba amb la més dèbil, no sempre té per què ser així; en El pare és la més dèbil, «el minuter de cuina» de l'esposa el que destrueix «el cronòmetre», la ment superior del marit. Açò és així perquè ella, amb la seua debilitat, actua amb males arts i enganys. Ell mateix, a propòsit del seu primer matrimoni, se sent un cervell superior, en certa manera, destruït per l'inferior cervell de Siri ajudada pel «culte a la dona, reducte supersticiós dels lliurepensadors» (Autodefensa).
La guerra de sexes i els atacs a la institució del matrimoni, tema recurrent en la seua obra, està igualment influenciada per les seues desastroses experiències matrimonials. També en Autodefensa podem llegir: «Encara que un marit visquera més de cent anys mai podria saber res de la veritable existència de la seua dona. Podrà conéixer el món, l'univers, però mai aqueixa persona que conviu amb ell.» 
La senyoreta Júlia toca un altre dels grans temes de Strindberg: les tensions entre allò antic i la novetat. Una cultura i una societat caduca, les classes altes, enfront dels intents de renovació de les classes populars que, fins i tot amb les seues contradiccions, abandonen els seus vells papers de submissió.
L'any 1888, escriu diverses obres en un acte destinades al seu projecte de Teatre Experimental, teatre que va intentar obrir a Copenhaguen. Una d'aquestes, La més forta, és considerada com un dels millors monòlegs de la història del teatre. En aquesta obra hi ha dos personatges, dues dones, de les quals una no té text.

### Etapa expressionista

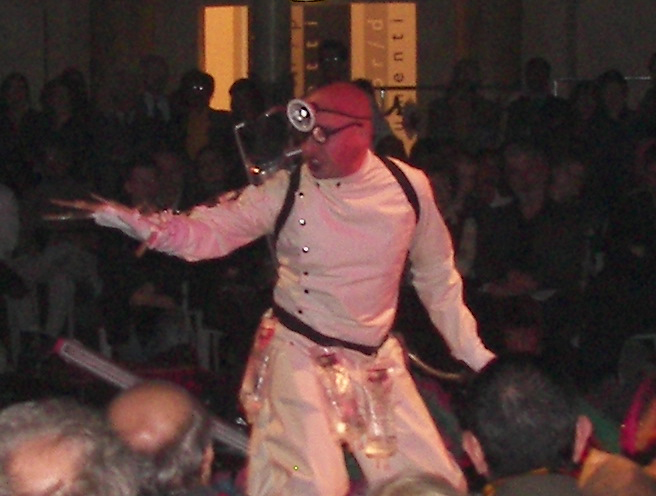
Escena dUn somni, presentada el 2010

En una segona època, Strindberg s'endinsa en el simbolisme i en l'expressionisme, abandona les unitats clàssiques del realisme (acció, temps i espai) i escriu un teatre més complex, antecedent de les tendències i avantguardes que dominaran el teatre del segle xx. D'aquesta època són les seues obres: La dansa de la mort, Un somni i La sonata dels espectres.
L'obra de Strindberg és la combinació de la seua crispació interior i un món exterior també convuls pels canvis que s'hi estan produint. En la seua narrativa podem trobar des de La cambra vermella, una exacerbada crítica a les institucions de la seua època, fins a L'infern, una dramàtica descripció de la profunda crisi que va travessar.

## Strindberg, pintor

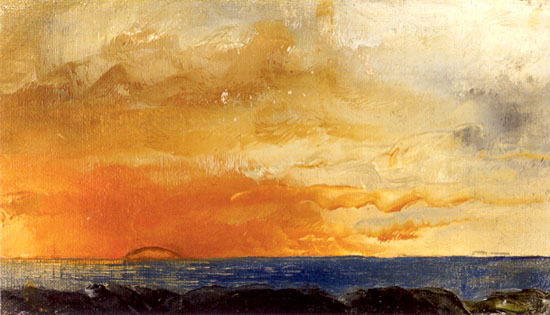
Pintura de Strindberg, 1903

Strindberg va iniciar-se en la pràctica de la pintura durant la dècada de 1870, aparentment com a resposta a alguna de les seves múltiples crisis personals i professionals. La seva factura s'apropa al romanticisme, i els paisatges sovint presenten una càrrega significativa i simbòlica tan radicalitzada que Strindberg acaba presentant punts de contacte amb alguns fenòmens propis de l'avantguarda artística que s'esdevingué un segle després.
La seva obra plàstica és relativament poc coneguda, tot i que alguns grans museus europeus li han dedicat exposicions (Madrid, 1997, Museu d'Orsay, 2001-2002, Tate, 2005, etc.) Pel que fa a Catalunya, una pintura de Strindberg (Klippa och hav, 1873) va formar part per primer cop del programa expositiu d'una mostra temporal l'any 2013, en la Fundació Joan Miró.

## En la cultura
El compositor musical suec Ture Rangström (1884-1947) li dedicà una simfonia en do sostingut menor.

## Obres principals

### Narrativa
- 1879 Röda rummet - (La cambra vermella)
- 1884 Giftas - (Casar-se). Traduït al català per Lluís Solanes, Adesiara editorial, novembre 2022. 978-84-16948-86-4.
- 1887 Hemsöborna - (La gent d'Hemsö). Traduït per Jaume Bofill Ferro, Edicions Proa, 1930; (La gent d'Hemsö). Traduït al català per Carolina Moreno Tena, L'Avenç, Literatures, 1a. ed. set. 2018.
- 1897 Inferno - (L'infern, o Inferno). Escrit en francès i traduït al català per Oriol Ràfols Grifell, Edicions del Cràter, març 2022.
- 1903 Ensam - memòries. Traduït al català com a Tot sol per Carolina Moreno Tena amb L'Avenç, 2015.
- 1907 - 1912 Blå Böcker - (Llibres blaus) memòries

### Teatre
- 1872 Mäster Olof - (Mestre Olof)
- 1882/1883 Lycko-Pers resa - (El viatge de Pere l'Afortunat, traducció al català de Carolina Moreno Tena. Barcelona, Institut del Teatre i Comanegra, col. drama-ticles, 2, 2017. ISBN 978-84-9803-823-1 i 978-84- 17188-08-5)
- 1887 Fadren - (El pare)
- 1888 Fröken Julie - (La senyoreta Júlia, traducció de Jem Cabanes, Barcelona, 1985, Edicions 62, col. MOLU, 47; traducció al català d'Albert Herranz Hammer, Palma, Documenta Balear, col. Varoic, 2021, 978-84-18441-17-2)
- 1888 Fordringsägare - (Creditors)
- 1888 Den starkare - (La més forta, traducció al català de Carolina Moreno Tena. Barcelona, Institut del Teatre i Comanegra, col. drama-ticles, 2, 2017. ISBN 978-84-9803-823-1 i 978-84- 17188-08-5)
- 1889 Paria - (Pària)
- 1893 Leka med elden - (Jugant amb foc)
- 1893 Bandet - (El vincle)
- 1898 Till Damaskus - (Cap a Damasc)
- 1898/99 Brott och Brott (Crims i crims)
- 1899 Gustav Vasa (Gustau Vasa)
- 1900 Dödsdansen - (Dansa de mort, traducció al català de Feliu Formosa: Edicions Robrenyo de teatre de tots els temps, 1976, ISBN 84-400-9684-4 i Barcelona, Institut del Teatre i Comanegra, col. drama-ticles, 2, 2017. ISBN 978-84-9803-823-1 i 978-84- 17188-08-5)
- 1902 Ett drömspel - (Un somni)
- 1907 Kammarspelen (Peces de cambra): Oväder (Tempesta), Brända tomten (La casa cremada), Spöksonaten (La sonata dels espectres, traducció al català de Carolina Moreno Tena. Barcelona, Institut del Teatre i Comanegra, col. drama-ticles, 2, 2017. ISBN 978-84-9803-823-1 i 978-84- 17188-08-5), Pelikanen (El pelicà, traducció al català d'Albert Herranz Hammer, Palma, Documenta Balear, col. Varoic, 2003, ISBN 84-95694-67-0)